# Прусский музей

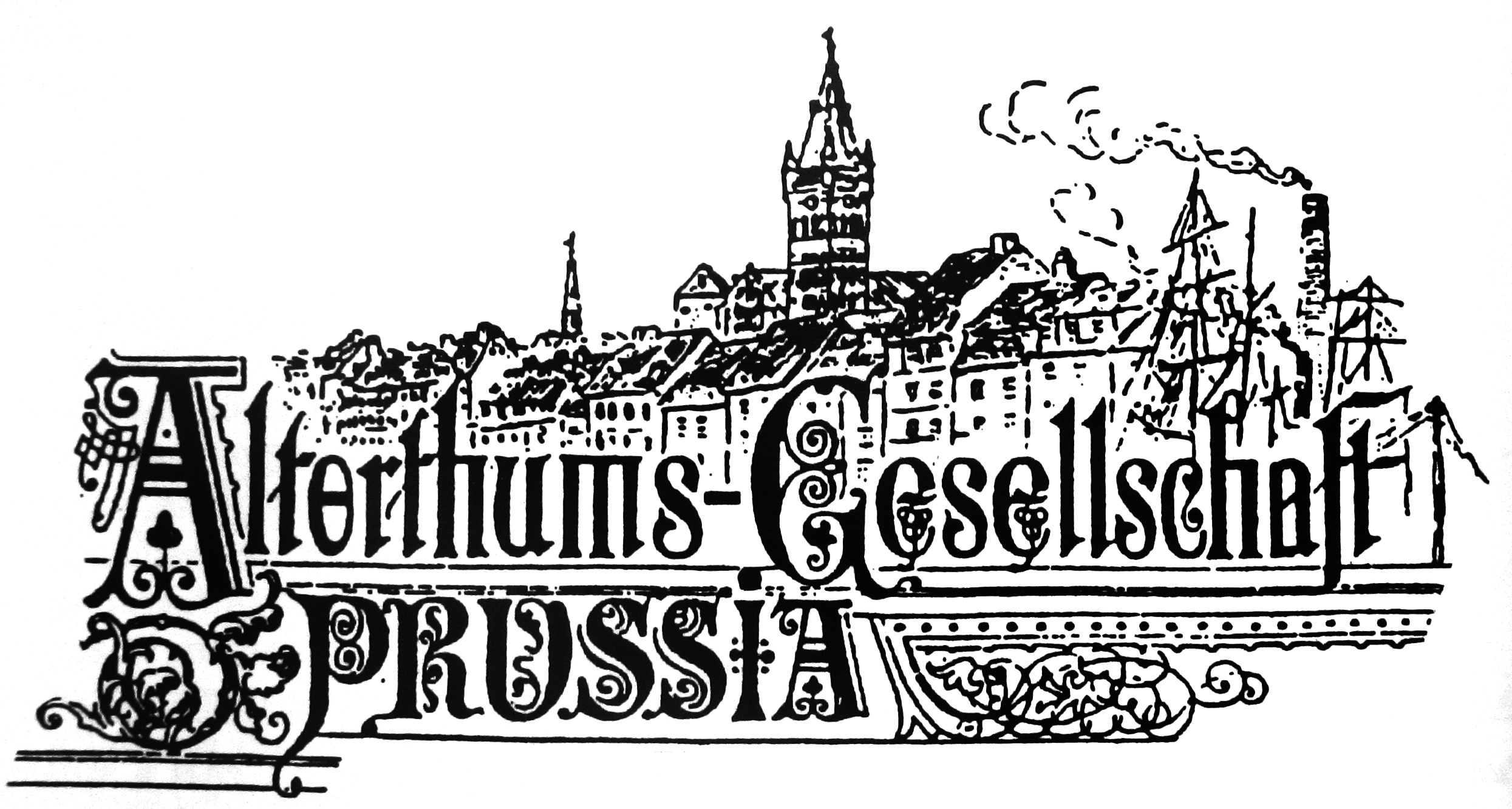
Логотип Общества по изучению древностей «Пруссия» (конец XIX века), изображающий вид с юго-востока на исторический центр Кёнингсберга с доминантой в виде Королевского замка

Прусский музей (нем. Prussia-Museum) в Кенигсберге первоначально был основан 19 ноября 1844 году как Общество по изучению древностей «PRUSSIA» и впоследствии считался одним из крупнейших археологических музеев Балтии: массив раритетов насчитывал более 240 тысяч единиц хранения.

## История

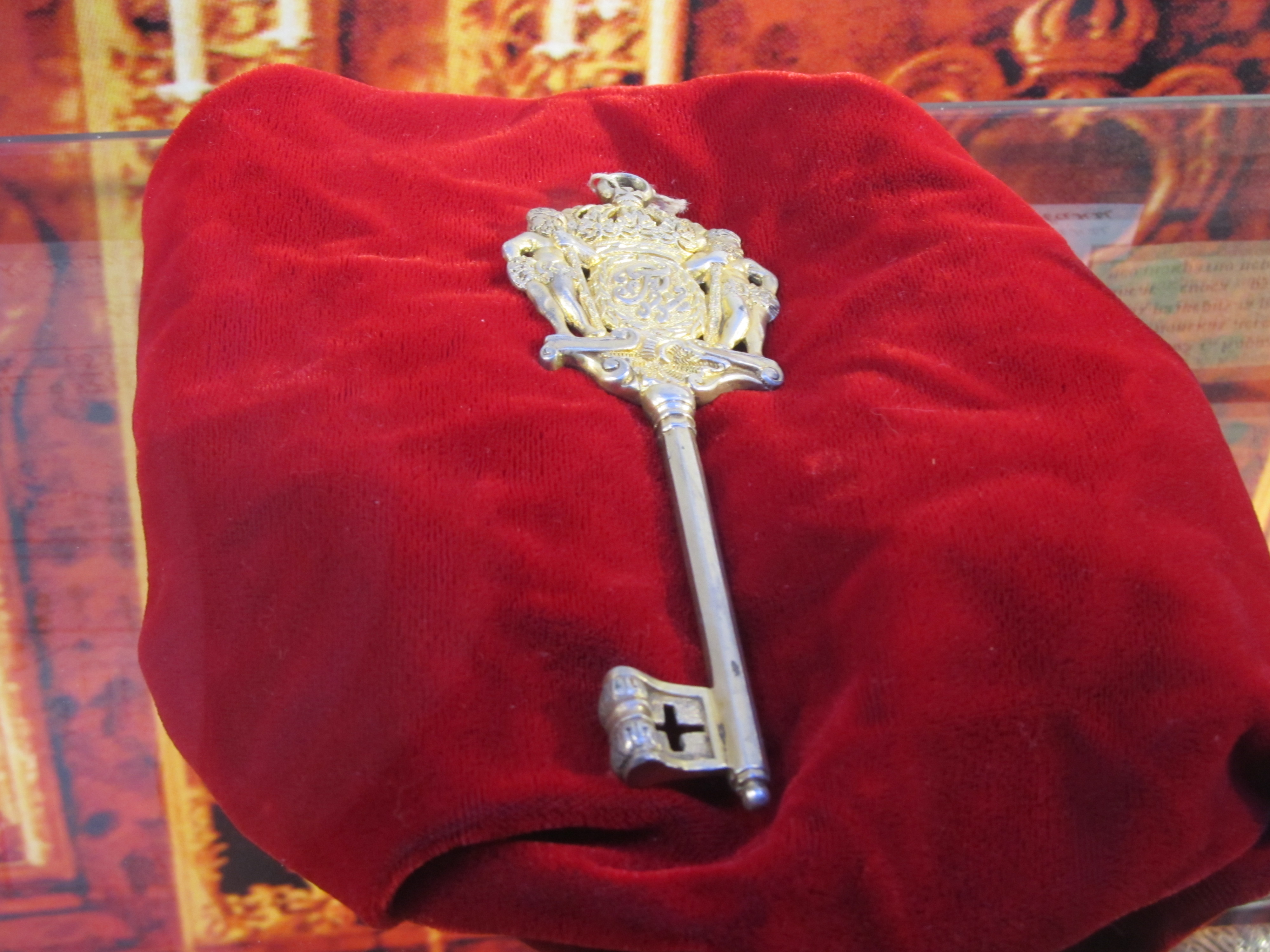
Ключ камергерский с монограммой RW — Rex Wilhelmus (Король Вильгельм).
Ключ изготовлен по случаю организации в 1878 г. Ostpreussische Provinzialmuseum — предшественника Prussia-Museum, вторая половина XIX века. Серебро, позолота. Из собрания Музея «Бункер», филиала Калининградского областного историко-художественного музея. Комната «Экспонаты Музея Пруссии».

В 1844 году во время празднования 300-летнего юбилея Альбертины, профессор Э. А. Хаген основал Общество изучения древностей «Пруссия» (нем. Altertumsdesellschaft "Prussia"). Целью общества являлось изучение культурного наследия пруссов и их предшественников на территории Восточной Пруссии.
В первые десятилетия деятельности общество проводило многочисленные археологические раскопки. Сделанные во время них находки составили экспозицию Музея «Пруссия». C 1888 г. начались интенсивные исследования объектов эпохи Немецкого ордена, а впоследствии и Нового времени, которые проводились также и на территории Западной Пруссии. В связи с этим собрание музея пополнялось новыми экспонатами.
С сентября 1881 г. неофициально стал назваться Музей «Пруссия». В 1904 г. музей переезжает в здание бывшей библиотеки на Königstrasse 65/67 (ныне — ул. Фрунзе). Через год происходит окончательное слияние Провинциального Восточно—Прусского музея и Музея «Пруссия». В 1923 г. происходит обратное переселение Музея в Королевский дворец, на этот раз в Южный его флигель.
Музейная коллекция насчитывала более 240 тысяч экспонатов из камня, железа, золота, серебра, бронзы, янтаря, керамики. Это были предметы быта, украшения, наконечники копий и стрел, монеты, кубки, вазы — свидетельства жизни людей разных эпох начиная с неолита, каменного, бронзового и железного веков, включая Римскую империю (точнее — эпоху римского влияния) и кончая XVIII—XIX веками.
Музей размещался на первом этаже Южного и Северного флигелей и на 3 этаже Западного флигеля Орденского замка Кенигсберга. Последний директор музея доктор Вильгельм Герте (он умер в 1958 году в Ганновере) до начала штурма Кенигсберга в 1945 году сумел рассредоточить и спрятать коллекцию в трех тайниках. Первый, с более чем 20 урнами, был оборудован вблизи города Растенбург. После войны поляки обнаружили его частично разграбленным. Но то, что в нем осталось, сегодня экспонируется в Ольштыне.
Второй тайник (точнее — часть экспозиции и архив Музея, не вывезенные в 1944 г.) оборудовали в подвалах (на первом этаже) Орденского замка; он сгорел во время пожара, который бушевал в замке после авианалётов союзной авиации в августе 1944 года. Перед 1968—1969 гг., когда по указанию представителей советской власти в центре Калининграда взорвали руины замка Кёнигсберг, в 1967 г. среди кирпичного лома обнаружили её остатки. Сегодня они хранятся в Историко-художественном музее и в Музее Канта при Кафедральном соборе Калининграда.
Но самые ценные экспонаты были спрятаны в январе 1945 г. в глубинах форта № 3. Это мощное сооружение времен короля Фридриха III: площадь 350х180 метров, боевые валы, два двора, на трех этажах сотни казематов. Форт № 3 находится в северо-восточной части города у имения Северная Гора (Кведнау) по дороге на Зеленоградск (нем. Cranz). До ухода из форта войск он значился режимным объектом, и вход туда для гражданских историков был запрещён. В 1999 году военные покинули цитадель, и во рву в груде строительного мусора были обнаружены экспонаты музейной коллекции «Пруссия», выброшенные из подвалов форта и давно и безуспешно разыскиваемые местными историками. Они были обнаружены с немецкими бирками и инвентарными номерами на экспонатах.
Часть коллекции Прусского музея (из найденных 17 тысяч) можно посмотреть в калининградском Историко-художественном музее (ул. Клиническая, 21) и в его филиале Музей «Бункер».